# Lorna Johnstone
Hilda Lorna Johnstone, MBE (York, 4 settembre 1902 – 18 maggio 1990) è stata una cavallerizza britannica.

## Carriera
Nata a York nel 1902, fu 13 volte campionessa britannica di dressage, specialità dell'equitazione. Partecipò tre volte ai Giochi olimpici: a Melbourne 1956 nel dressage individuale, arrivando ventunesima in sella a Rosie Dream, a Città del Messico 1968, sia nel dressage individuale che in quello a squadre, concludendo rispettivamente tredicesima e quinta, su El Guapo, e a Monaco di Baviera 1972, anche in questo caso in entrambe le gare del dressage, terminando dodicesima nell'individuale e decima nella gara a squadre, in sella a El Farruco. In particolare nelle Olimpiadi tedesche aveva 70 anni e 5 giorni, il che la rende la più anziana atleta donna di sempre a partecipare ai Giochi olimpici.  Morì nel 1990, a 87 anni.